# Miary krakowskie
Miary krakowskie – system miar Wolnego Miasta Krakowa wprowadzony w 1836 na miejsce miar galicyjskich. System miar wywodzący się z miar staropolskich. W 1857 został zastąpiony przez miary austriackie.

## Podstawowe jednostki

### miary długości
- 1 cal  = 0,0248  m
- 1 stopa = 12 cali = 0,298 m
- 1 łokieć = 2 stopy = 0,596 m
- 1 sążeń = 3 łokcie = 1,788 m

### miary objętości

#### ciał sypkich
- 1 kwarta = 0,961 l
- 1 garniec = 4 kwarty = 3,844 l
- 1 ćwiertnia (miara podstawowa) = 8 garncy = 30,75 l
- 1 korzec = 4 ćwiertnie = 123 l

#### płynów
- 1 garniec (miara podstawowa) = 3,844 l
- 1 beczka = 36 garncy = 138 l

### miary masy
- 1 uncja = 0,02534 kg
- 1 funt (miara podstawowa) = 16 uncji = 0,4055 kg
- 1 kamień = 25 funtów = 10,138 kg
- 1 cetnar = 4 kamienie = 40,550 kg
- 1 caban = 2 kg